# Sierra de Sangra
La Sierra de Sangra es un estratovolcán extinto, hoy en día cubierto de hielo, ubicado en la frontera argentino-chilena de la Región de Aysén, en Chile y  en la provincia de Santa Cruz, Argentina. Está aproximadamente 10 km al este de Villa O'Higgins (Chile). El macizo volcánico se halla fuertemente erosionado y constituye un eslabón geomorfológico de la región patagónica.
- Datos: Q7511664